# Morpho egyptus
Morpho egyptus är en fjärilsart som beskrevs av Deyrolle 1860. Morpho egyptus ingår i släktet Morpho och familjen praktfjärilar. Inga underarter finns listade i Catalogue of Life.